# Sergio Borrajo Palacín
Sergio Borrajo Palacín (San Joaquín, Guatemala, 1911-Vitoria, 1979) fue un militar español, asesinado por ETA.

## Biografía
Nacido en una granja del sur de Guatemala en el seno de una familia de la emigración gallega, volvió a los ocho años con la familia a Galicia. Como militar, se alistó en el bando nacional en la Guerra civil española y resultó gravemente herido. Primero fue destinado en Galicia, luego en Madrid y en 1961 lo mandan a Vitoria, ya con el grado de teniente coronel. Allí se encargaba de la gestión financiera de las mutualidades de guerra en el gobierno militar de Álava, aunque ya estaba oficialmente retirado. Un día, al regresar de trabajar, fue asesinado por un hombre que le disparó en el portal de su edificio.
El 14 de febrero de 2016, 37 años después de su fallecimiento, el Ayuntamiento de Vitoria rindió homenaje al teniente coronel Borrajo en el mismo lugar donde fue asesinado, guardando un minuto de silencio en su memoria. Una placa memorial fue colocada sobre la acera del lugar del crimen en la calle de los Herrán. 